# ثوتوب نامجيال
ثوتوب نامجيال (11 فبراير 1860 -1914 ) حاكم (الملك) ولاية سيكيم بين 1874 و 1914. صعد ثوتوب إلى العرش خلفا لأخيه غير الشقيق سايدكيونك نامجيال. أدت الخلافات بين المستوطنين النيبالية والسكان الأصليين في عهده إلى تدخل مباشر من قبل البريطانيين، الذين كانوا بحكم الأمر الواقع حكام الأمة في جبال الهيمالايا في ذلك الوقت. كان البريطانيون يحكمون لصالح النيبالية مما أدى إلى استياء الملك الذي تحالف مع التبتيين في وادي جومبي.
أرسلت بريطانيا قوة عسكرية (سيكيم إكسبيديشن)، وبعد سلسلة من المناوشات بين التبتيين والبريطانيين تم ردع و صد التبتيين ووضع الملك تحت إشراف جون كلود الأبيض، الذي كان قد عين (عام 1889) كمسؤل سياسي عن الأمبراطورية البريطانية. وفي عام 1894 تم تحويله من توملونك إلى الموقع الحالي في جانتوك.